# マルティン・ゴットフリート・ヴァイス

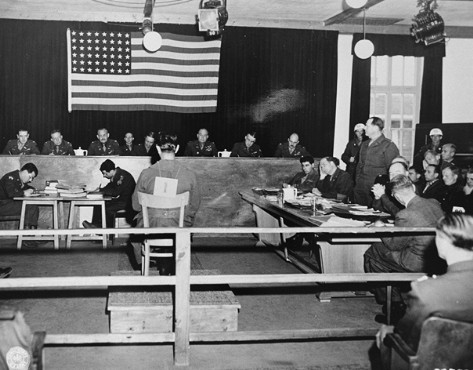
ダッハウ裁判に出廷するヴァイス

マルティン・ゴットフリート・ヴァイス（ドイツ語: Martin Gottfried Weiss, 1905年6月3日 - 1946年5月29日）は、ナチス・ドイツのダッハウ強制収容所やノイエンガンメ強制収容所などの所長を務めた人物。親衛隊（SS）の隊員であり、最終階級は親衛隊中佐（SS-Obersturmbannführer）。

## 略歴
バイエルン王国ヴァイデン・イン・デア・オーバープファルツ（de:Weiden in der Oberpfalz）出身。工学を学び、電気工学の学位を取得した。1926年に国家社会主義ドイツ労働者党（ナチス党）に入党し、突撃隊とヒトラー・ユーゲントに参加。後に親衛隊に移籍した。1933年からダッハウ強制収容所に技師として勤めた。所長ハンス・ローリッツやアレクサンダー・ピオルコウスキー（de:Alexander Piorkowski）の下で副所長に昇進した。
1940年4月にノイエンガンメ強制収容所の所長に任命された。さらに1942年9月からダッハウ強制収容所の所長に就任し、1943年10月まで在任した。1943年11月から1944年5月にかけてマイダネク強制収容所の最後の所長に就任し、マイダネクの撤収作業を指揮した。ダッハウ強制収容所所長エドゥアルト・ヴァイターが収容所を脱出すると、ヴァイスは再び所長としてダッハウに呼び戻された。しかし、彼も数日後に脱出し、やがてアメリカ軍によって逮捕された。
戦後、アメリカ軍の設置したダッハウ裁判所のダッハウ裁判にかけられ、死刑を宣告された。1946年5月29日に絞首刑に処された。